# إلون هوارد إيتون
إلون هوارد إيتون (بالإنجليزية: Elon Howard Eaton) هو عالم حيوانات وعالم طيور أمريكي، ولد في 8 أكتوبر 1866 في مقاطعة إيري في الولايات المتحدة، وتوفي في 27 مارس 1934 في نيويورك في الولايات المتحدة بسبب مرض.